# Când se va trezi Cel-care-doarme
Când se va trezi Cel-care-doarme este un roman din 1899/1910 scris/revizuit de H. G. Wells.
Versiunea/povestirea When the Sleeper Wakes din 1899 a fost revizuită în 1910 sub denumirea The Sleeper Awakes.

## Povestea
Graham, eroul principal, se trezește după 200 de ani de somn cataleptic. Aceiași temă a somnului o folosesc Edward Bellamy (în Privind în urmă), Washington Irving (Rip van Winkle) sau William Morris (Vești de nicăieri).
Viitorul este „în esență, o exagerare a tendințelor contemporane: clădiri mai înalte, orașe mai mari, capitaliști mai răi și muncitori mai deznădăjduiți și mai exploatați” («Încercare de autobiografie»).
Prin jocul dobânzilor, averea lui Graham a devenit enormă. Averea este administrată de Consiliu, cel care conduce lumea pe baza a 14 poliții care țin în frâu milioanele de oameni din Compania Muncii.
Trezirea lui Graham declanșează răscoala care mocnea de ceva vreme. Dar, după ce Consiliul este înlăturat, puterea nu este preluată de Graham, ci de Ostrog, prefigurare a dictatorilor fasciști de mai târziu care au știut să manipuleze nemulțumirea maselor împotriva burgheziei.
Povestirea din 1897, „O poveste a zilelor ce vor veni”, are loc pe același fundal.

## Influențe
Romanul „Când se va trezi Cel-care-doarme” stă la baza scenariului filmului de comedie științifico-fantastic din 1973 „Adormitul” cu Woody Allen.

## Traduceri în limba română
- 1963 - Când se va trezi Cel-care-doarme, în Opere alese, volumul II: Războiul lumilor, ed. Tineretului, Colecția SF, traducere Mihu Dragomir și C. Vonghizas, 696 pag.